# Humbert de Villette
Pour les autres membres de la famille, voir Famille de Chevron Villette.
Humbert de Villette, mort le 29 mars 1272, est un ecclésiastique, évêque d'Aoste de la seconde moitié du XIIIe siècle, issu de la famille de Chevron Villette.

## Biographie

### Origines
Humbert est un membre de la famille noble de Chevron Villette, originaire de Tarentaise,, et vassale des comtes de Savoie. Il est le fils du chevalier Humbert [II] de Chevron-Villette et d'Antoinette de La Chambre (vers 1195-1248),
,, fille de Richard de La Chambre, sire de La Chambre, vicomte de Maurienne.
Son oncle maternel, Guillaume de La Chambre († v.1261), est abbé de Saint-Michel-de-la-Cluse.
Parmi ses frères et sœurs : Henri, qui succède à leur père ; Vullielme, destiné à la chevalerie du Temple ou de Saint-Jean de Jérusalem ; Vuillielmine, abbesse du Betton (vers 1276) ; Richard, prieur de Chamonix (1255-1296), prieur de Megève (1264-1296).
Selon un acte de 1263, il obtient de son père des biens depuis l'Arc en Bas, à Rumilly, en Maurienne ainsi que les dîmes de Séez et de Cœur. Il fait don de ses dîmes de Séez à l'Hospice du Grand-Saint-Bernard, souhaitant le consentement de sa mère et son neveu Humbert III.

### Épiscopat
Humbert est, d'après l'acte de 1263, archidiacre de Tarentaise.
Il est mentionné comme évêque d'Aoste le 25 avril 1266,. Il semble probable qu'il soit monter sur le trône peu avant cette date. LeGallia Christiana (1770) le mentionnait sous le nom Humbertus II.
Il rédige des constitutions afin de « régler la résidence des préhendés
ou vicaires ». Il semble à l'origine de la construction ou de l'agrandissement du palais épiscopal ainsi que de la château de Cogne (it) (tour du Val de Cogne).
Il appose son sceau dans un accord, 24 octobre 1271, entre le comte de Savoie, Philippe, et le vicomte, Aymon III de Challant,.
En 1273, il accorde des libertés aux habitants du Val de Cogne.

### Fin d'épiscopat et mort
Le Martyrologium de la Cathédrale d'Aoste relève sa mort le 29 mars 1272.
Une Notices sur les Évêques et Prêtres de Chevron (1837) indiquait que le dernier acte connu daterait du 16 septembre 1277 et qu'il serait mort peu de temps après, s'appuyant notamment sur Joseph-Antoine Besson (1759). L Gallia Christiana (1770) mentionne comme dernière année où il est mentionné l'année 1771.
L'édition de 1770 du Gallia Christiana indiquait que son successeur, Aymon de Challant, est placé sur le trône d'Aoste à partir de l'année 1272.